# 사울레 전투

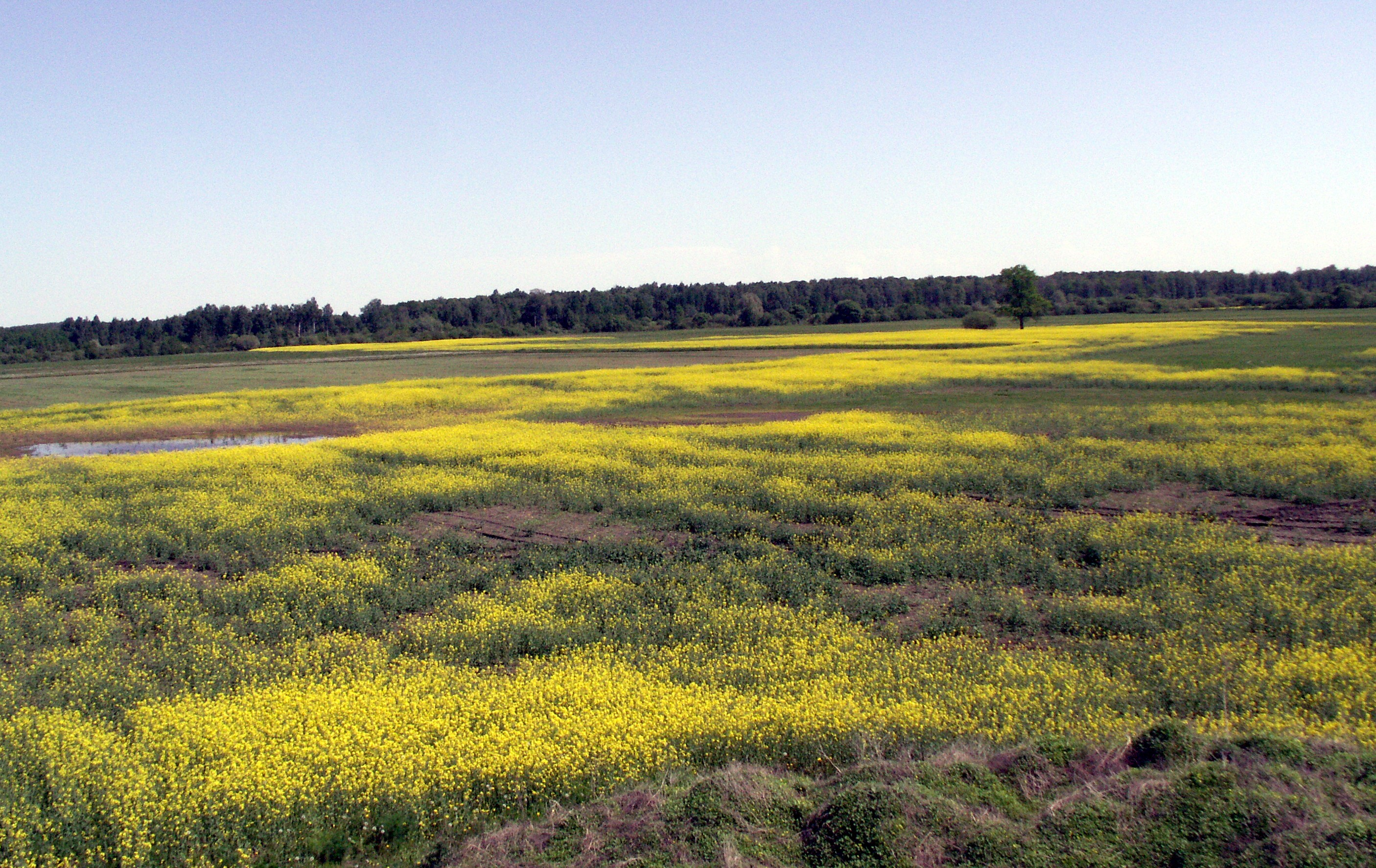
전투 장소로 추정되는 자우니우나이(Jauniūnai) 근처

사울레 전투(리투아니아어: Saulės mūšis / Šiaulių mūšis, 독일어: Schlacht von Schaulen, 라트비아어: Saules kauja, 영어: Battle of Saule)는 1236년 9월 22일 리보니아 검의 형제기사단과 사모기티아인과 세미갈리아인의 이교도 군대 사이에서 벌어졌다. 리보니아 마스터 볼크윈(Volkwin)을 포함하여 48~60명의 기사가 사망했다. 이는 발트해 지역에서 명령이 겪은 최초의 대규모 패배였다. 발트해 지역에 설립된 최초의 가톨릭 군사 조직인 검형제(Sword-Brothers)는 대패했고 그 잔당은 1237년에 튜턴 기사단에 편입되었다. 이 전투는 이전에 검형제에 정복되었던 부족인 쿠로니안(Curonians), 세미갈리아인(Semigallians), 셀로니아인(Selonians) 및 오셀리아인(Oeselians) 사이에서 반란을 일으켰다. 다우가바강 좌측 강둑에서 약 30년간의 정복이 역전되었다. 이 전투를 기념하기 위해 2000년 리투아니아와 라트비아 의회는 9월 22일을 발트해 통일의 날로 선포했다.

## 같이 보기
- 두르베 전투